# Bannoje
Bannoje (rus. Яктыкуль, Яктыкул, Мауыззы; baškirski: Яҡты күл – «svijetlo jezero») – jezero u Baškiriji Rusija). Porječje je rijeke Ural.
Površina – 7,7 km², slivno područje – 36,3 km², dužina – 4170 m, širina – 1880 m, maksimalna dubina od 85 metara prosjeka – 10,6 m, obujam vode – 81,7 milijuna m³, slivno područje – 36,3 km².
Jezero se nalazi u središnjem dijelu Baškirskog Zauralja između vrhova Kutukaj (664 m), Karanjalyk (620 m) i ostruga hrpta Jamankaja, 28 km sjevero-istočno od sela Askarovo, regionalnog središta Abzelilovskog rajona Baškirije, te 45 km sjeverno od Magnitogorska.
Jezero je tektonskog podrijetla. Bannoje je najdublja vodna površina ne samo unutar Zauralja, nego u cijeloj republici kao cjelini. Jezerska voda je slatkovodna i čista. Obale su strme, mjestimično odronjene, sa zapada blago položene. Iz jezera istječe rijeka Jangeljka, desna pritoka rijeke Urala.
Prema legendi, ime jezera povezano je s tim da Jemeljan Pugačov naredio svojoj vojsci prije bitke "banit'sja", to jest, da se opere u alkalnoj vodi Jaktykulja.
Jezero i njegova okolica – su omiljeno mjesto za odmor. Oko jezera su moteli i naselja, na planini Bašmak se nalazi skijalište.
Jezero je spomenik prirode od 1965. godine.

## Vanjske poveznice
- Банное (Светлое) (Якты-Куль) Mali opis jezera s fotografijama i katalogom jezerâ Baškirije  Arhivirana inačica izvorne stranice od 20. rujna 2011. (Wayback Machine) (rus.)
- Bannoje jezero, vodič resorta (rus.)
- Satelitske slike, Abzakovo i Bannoje (selo) (rus.)
- Skijalište Metallurg-Magnitogorsk na jezeru Bannoje (rus.)
- Bannoje i druga jezera Abzelilovskog rajona (rus.)
- Magnitogorsk i okolica (rus.)
- GLC Bannoje (Metallurg-Magnitogorsk)  Arhivirana inačica izvorne stranice od 12. veljače 2012. (Wayback Machine) (rus.)
- Panorame velikog formata - jezera Bannoje (rus.)